# شهرستان اوستان
شهرستان اوستان (به فرانسوی: Ostend) در استان فلاندری غربی  در منطقه فلاندری در کشور بلژیک واقع شده‌است.